# Cimetière de l'Ouest (Rouen)
Pour les articles homonymes, voir Cimetière de l'Ouest.
Le cimetière de l'Ouest est un cimetière de la ville de Rouen, situé au sud de Mont-Saint-Aignan.

## Historique
Ce cimetière a été mis en service le 15 septembre 1883 pour les paroisses de l'ouest de la ville (Saint-Vincent, la Madeleine, Saint-Gervais, Saint-Patrice, Saint-Godard, Saint-Romain, Sacré-Cœur) ainsi que l'Hôtel-Dieu et de la Morgue. 
Il contient un cimetière militaire et un carré militaire allemand de soldats tombés en 1914-1918.
C'est dans ce cimetière que sont inhumées les personnes indigentes de la ville.

## Personnalités enterrées
- May d'Alençon (1898-1968), autrice de livres et de contes pour la jeunesse.
- André Fouré (1917-1985), abbé aumônier de l'école Bellefonds et des sœurs d'Ernemont, membre de l'Académie de Rouen.
- Raymond Rener (1943-2005), éditeur et auteur de livres pour la jeunesse.
- Adrien Segers (1876-1950), peintre d'origine belge.

## Personnalités fictives
- Gaston Bicon dit « Thanase Pèqueu » (1880-1948), vedette de plusieurs romans de Gabriel Benoist.